# 馬勒冰川
72°16′S 166°24′E / 72.267°S 166.400°E
馬勒冰川（英語：Müller Glacier），是南極洲的冰川，位於帕默群島，流經米倫山脈，最終在皮爾遜山西北面注入珍珠港冰川，美國地質調查局根據測量和該國海軍的空中照片繪入地圖，現時由南極條約體系管理。